# Perotrochus lucaya
Perotrochus lucaya är en snäckart som beskrevs av F. M. Bayer 1965. Perotrochus lucaya ingår i släktet Perotrochus och familjen Pleurotomariidae. Inga underarter finns listade i Catalogue of Life.